# Tanit

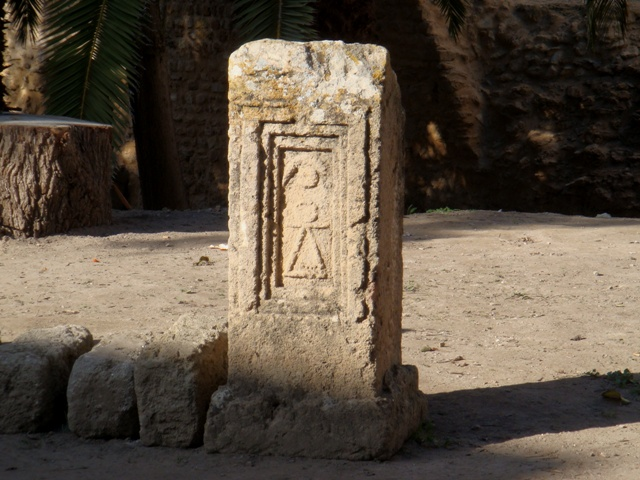
Stelă punică cu simbolul zeiței Tanit în Tunisia

Tanit a fost o zeiță de origine feniciană, venerată în Cartagina pe vremea cât aceasta a fost colonie feniciană și, după aceea, cât a existat ca oraș independent.
Adesea, era numită „Tanit Pene Baal”, adică „fața lui Baal” sau „imaginea lui Baal”, adică „Tanit este o manifestare a lui Baal”.
Ulterior, a devenit o zeiță a Lunii. În această ipostază, „Pene-Baal” sugerează că așa cum Luna reflectă lumina Soarelui, așa Tanit îl reflectă pe Baal.
În calitatea ei de zeiță a Lunii, Tanit avea aceleași caracteristici ca Selene, Artemis și alte zeități selenare.
Prima din caracteristici este asocierea cu principiul feminin, prin misterioasa legătură între ciclul lunar de 28 de zile și ciclul menstrual.
Altă caracteristică este legătura dintre Lună, ca stăpână a nopții, și roua care se formează în prezența sa. Roua este o precipitație atmosferică deosebit de importantă în supraviețuirea vieții vegetale în zonele foarte sărace în ploi.
În anul 146 î.Hr., romanii conduși de Scipio Africanus au cucerit Cartagina, punând capăt moștenirii ei de oraș fenician, moment în care s-a puns capăt și venerării „Reginei Cerurilor”, sub numele Tanit. Locul ei a fost luat de Iuno Caelestis, transformată în timp în Caelestis.